# Грейс (остров, Бермуды)
Остров Грейс (англ. Grace) — один из коралловых островов в Бермудах, площадью 0,026 км² (6,5 акров). До 2000 года был необитаем. В том же году компания Grace Island Trust, которой сейчас и принадлежит остров, начала строительство пансионата, функционирующего на принципах христианской морали.